# Sergentomyia sidioliensis
Sergentomyia sidioliensis är en tvåvingeart som beskrevs av Pastre 1982. Sergentomyia sidioliensis ingår i släktet Sergentomyia och familjen fjärilsmyggor.
Artens utbredningsområde är Senegal. Inga underarter finns listade i Catalogue of Life.